# Bedřich Kocek
Bedřich Kocek (* 11. června 1924 Míčov, okres Chrudim) je český fotograf, žák a spolupracovník klasika české fotografie Karla Hájka.

## Životopis
Vyučil se obchodním příručím a číšníkem. Za války (1943–45) byl totálně nasazen. Po válce vykonával různá dělnická povolání a amatérsky fotografoval. V letech 1956–57 pracoval jako laborant v barrandovských laboratořích. V této době se seznámil s Karlem Hájkem, který ho zprvu angažoval jako svou neoficiální výpomoc v redakci týdeníku Svět v obrazech. Od roku 1957 začal ve Světě v obrazech pracovat již oficiálně jako laborant a později jako fotoreportér. Od roku 1959 byl členem Československého svazu novinářů. Roku 1961 si Kocek formálně doplnil vzdělání a získal tak výuční list jako fotoreportér.
V době pražského jara patřil k fotografům, jehož snímky obletěly svět a zapsaly se do historie – například snímek Václava Havla u rozhovoru s Jiřím Nožkou či populární fotografie Alexandra Dubčeka, jak líbá mladou dívku, která se v té době dostala na obálku Světa v obrazech a po letech se stala i předlohou pro dokument Polibek Alexandra Dubčeka, který pro ČT 2 natočil režisér Martin Dolenský. V roce 1971 jako jeden z prvních fotografů z Československa obdržel za svůj snímek rozlíceného arabského obchodníka s bičem cenu v soutěži World Press Photo. Pro Svět v obrazech Kocek pracoval 30 let až do roku 1986. V posledních desetiletích se věnuje i vytváření osobitých výtvarných děl. Bedřich Kocek také opatřil fotografiemi několik publikací, například příručku pro milovníky starožitných předmětů, kterou napsal Slavomír Ravik (Svět starožitností, vyprávění o hodnotách, které čas nedevalvuje, 1972).

## Ocenění
- 1971 – 3. místo v soutěži World Press Photo za fotografii Pouliční scéna v Luxoru
- 1975 – 1. místo v soutěži Interpressfoto za fotografii Duet